# Allied Maritime Transport Council
Das Allied Maritime Transport Council (AMTC, deutsch Alliiertes Seetransport-Komitee) bildete eine überstaatliche Koordinierungseinheit zur Verteilung der alliierten Seeschiffe (Transportpool) und zur ergänzenden militärischen und zivilen Versorgung der Alliierten während der Schlussphase des Ersten Weltkrieges, nachdem sich herausgestellt hatte, dass die Versorgung durch nationale Behörden und den Markt im Bezug auf die Kapazitäten bei den Seeschiffen und den Einkauf nationaler Behörden und Agenten selbst nicht mehr ausreichend gewährleistet werden konnte.
Dies insbesondere, nachdem das Deutsche Reich am 31. Januar 1917 den unbeschränkten U-Boot-Krieg nochmals proklamiert und auch aufgenommen hatte und in der Folge monatlich teilweise mehr als 500.000 BRT von den deutschen U-Booten zerstört wurden.

## Gründung und Mitglieder
Das AMTC wurde anlässlich einer Konferenz in London (3. November 1917) gegründet. Für Frankreich nahmen Étienne Clémentel und Louis Loucheur, für Italien Giovanni Villa und Silvio Crespi, für die USA Raymond B. Stevens und George Rublee und für das Vereinigte Königreich Robert Cecil und James Maclay als führende Verhandler teil.
Die USA sind erst am 1. Oktober 1918 formell dem AMTC beigetreten.

## Einrichtung, Organ und Beschlussfassung
Das AMTC war eine paritätisch besetzte internationale Einrichtung. Das AMTC hatte als Vorbild bereits sieben bestehende alliierte Exekutives, mit denen die kriegswirtschaftliche Versorgung der europäischen Alliierten bislang sichergestellt wurde.
Das AMTC bestand aus vier Executives: für Transport, Einkauf, Tonnage und Statistik. Dabei bildete das Allied Maritime Transport Executive (AMTE), welches im März 1918 konstituiert wurde, die wichtigste Abteilung.
Die wichtigsten Vertreter waren Jean Monnet für Frankreich, Bernardo Attolico für Italien, George Rublee für die USA und James Arthur Salter für das Vereinigte Königreich.

## Auflösung
Das AMTC ging im März 1919 im Supreme Economic Council auf. Die AMTC-Exekutives wurden aufgelöst.